# Ánh sáng St. Louis
Ánh sáng St. Louis, Ánh sáng St. Louis Ghost, hay St. Louis Ghost Train là một hiện tượng huyền bí được cho là thường xuất hiện gần St. Louis, Saskatchewan, Canada.
Hiện tượng này đã được giới thiệu trên loạt phim truyền hình Unsolved Mysteries và miêu tả một ánh sáng kỳ lạ di chuyển lấp lửng dọc theo đường ray cũ bị bỏ hoang vào ban đêm, thay đổi màu sắc và thay đổi độ sáng. Tuyến đường, nằm ở phía nam của Prince Albert và phía bắc St. Louis, đã không còn được sử dụng, nhưng hiện tượng này vẫn xảy ra thường xuyên.
Một số câu chuyện cố gắng giải thích ánh sáng, bao gồm đó là một con tàu ma, hay hồn ma của một brakeman say rượu đã không may mất đầu khi một chuyến tàu trên đường đi qua đâm trúng và bây giờ đang đi lang thang trên đường ray xe lửa với một chiếc đèn lồng để cố gắng tìm lại chiếc đầu đã mất của mình. Trong năm 2014, Canada Post đã phát hành một con tem mô tả tàu ma St. Louis, một trong số năm bức tranh miêu tả những câu chuyện về ma của Canada.
Hai học sinh lớp mười hai từ La Ronge, Bắc Saskatchewan giành huy chương vàng khoa học công bằng cho việc điều tra và cuối cùng nhân bản hiện tượng, mà họ xác định là do nhiễu xạ của đèn xe xa xôi. Tuy nhiên, ánh sáng đã được báo cáo trước sự ra đời của xe hơi.